# أنطونيو خينتو
أنطونيو خينتو (بالإسبانية: Antonio Gento)‏ هو لاعب كرة قدم إسباني في مركز الهجوم، ولد في 25 أكتوبر 1940 في جوارنيزو ‏ في إسبانيا، وتوفي في 25 ديسمبر 2020 في شنت أندر في إسبانيا. لعب مع ريال مدريد.